# Провінція Ава (Канто)
Прові́нція А́ва (яп. 安房国, あわのくに, МФА: [awa no kuɲi], «країна Ава»; яп. 房州, ぼうしゅう, МФА: [boːɕuː], «провінція Ава») — історична провінція в Японії. Належить до Східноморського краю. Розташована в регіоні Канто на сході острова Хонсю. Займала південну частину префектури Тіба.

## Короткі відомості
Створена у 718 році у результаті поділу провінції Кадзуса шляхом об'єднання чотирьох повітів Ава, Асаї, Наґаса і Хеґурі в окрему адміністративну одиницю. У 741 році провінція Ава була повернута до складу провінції Кадзуса, але у 757 році знову відділена. Центральна адміністрація провінції Ава перебувала у повіті Хеґурі, в районі сучасного міста Мійосі.
Віддаленість провінції Ава від центру перетворило її на місце заслання політичних злочинців.
У 16 столітті землі цієї провінції належали родині Сатомі.
У 1873 році у результаті адміністративної реформи провінція увійшла до складу префектури Тіба.

## Повіти
- Ава 安房郡
- Асай 朝夷郡
- Наґаса 長狭郡
- Хеґурі 平群郡